# Thibo Baeten
Thibo Roger Baeten (* 4. Juni 2002 in Aalst) ist ein belgischer Fußballspieler.
Er spielt auf der Position des Mittelstürmers und steht zurzeit in den Niederlanden bei Go Ahead Eagles Deventer unter Vertrag, ist allerdings derzeit an den Zweitligisten Roda JC Kerkrade verliehen. Zudem ist Baeten auch Nachwuchsnationalspieler Belgiens.

## Karriere

### Laufbahn im Vereinsfußball
Thibo Baeten spielte als Kind sowie als Jugendlicher bei VC Leeuwkens Teralfene und bei FCV Dender EH sowie in den Akademien von KAA Gent und vom FC Brügge. In der Saison 2020/21 kam er zu 10 Einsätzen (ein Tor) für die zweite Mannschaft des FC Brügge „Club NXT“, ehe er in die Niederlande zu NEC Nijmegen wechselte. Mit diesem Verein, der zu diesem Zeitpunkt noch in der zweiten Liga spielte, stieg Baeten zum Saisonende in die Eredivisie auf. Allerdings war er hierbei kein Stammspieler. Aus diesem Grund wurde Thibo Baeten nach Italien zum FC Turin verliehen und dort kam er für die U19-Mannschaft zum Einsatz. Sein Leihvertrag lief nach einem Jahr aus und der NEC Nijmegen verlieh ihn in sein Herkunftsland zum Zweitligisten Beerschot VA. Dort war er – eingesetzt als Mittelstürmer – nun Stammspieler und schoss seine Mannschaft mit 11 Toren in die Play-offs um den Aufstieg. Als Tabellendritter verpassten Baeten, der zwei Tore schoss, und Beerschot VA den Aufstieg in die Division 1A. Der Verein verpflichtete ihn zunächst fest, verkaufte ihn aber kurze Zeit später an Go Ahead Eagles Deventer. 
Thibo Baeten kam in der Eredivisie für diesen Verein regelmäßig zum Einsatz, doch er hatte oftmals nur die Reservistenrolle inne. Er wurde daher Ende August 2024 an den Zweitligisten Roda JC Kerkrade verliehen.

### Laufbahn in der Nationalmannschaft
Thibo Baeten spielt für belgische Nachwuchsnationalmannschaften und kam in den Altersklassen U15, U16, U17, U18, U19 und U21 zum Einsatz.